# Željko Filipović
Željko Filipović, né le 3 octobre 1988 à Ljubljana en Yougoslavie, est un footballeur international slovène. Il évolue à l'Ittihad de Tanger au poste de milieu défensif.

## Biographie

### En club
Il participe aux compétitions européennes avec le club du NK Maribor. Il joue à cet effet 28 matchs en Ligue des champions, et 16 matchs en Ligue Europa. En Ligue Europa, il inscrit un but contre le club anglais de Wigan en décembre 2013.

### En équipe nationale
Željko Filipović reçoit quatre sélections en équipe de Slovénie entre 2013 et 2014.
Il reçoit sa première sélection en équipe nationale le 14 août 2013, en amical contre la Finlande (défaite 2-0).
Il joue ensuite un match contre Chypre entrant dans le cadre des éliminatoires du mondial 2014 (victoire 0-2 à Strovolos).
Il joue ensuite deux matchs amicaux, contre le Canada, et la Colombie.

## Palmarès
- NK Maribor
  - Championnat de Slovénie
    - Champion : 2011, 2012 et 2013, 2014 et 2015

  - Coupe de Slovénie
    - Vainqueur : 2012, 2013 et 2016
- Dinamo Brest
  - Coupe de Biélorussie
    - Vainqueur : 2018

  - Supercoupe de Biélorussie
    - Vainqueur : 2018